# Isidore Isou
Isidore Isou (Botoșani, 29 de enero de 1925 – París, 28 de julio de 2007) fue un artista rumano. Lector ávido, precozmente apasionado por las obras de los grandes autores de la literatura y la filosofía. Fue en una de sus lecturas que, en una frase de Hermann Graf Keyserling («el poeta dilata los vocablos»), un error de traducción le hizo confundir vocablo con vocal, y entendió, en su lengua rumana, que el poeta dilata las vocales. Esto le inspiró para escribir su manifiesto letrista. Su obra cinematográfica cuenta con una veintena de películas mientras que su obra plástica figura en importantes colecciones, aunque nunca ha sido objeto de una gran retrospectiva. Obtuvo la nacionalidad francesa en la década de 1980, falleciendo en París en 2007.